# Dewey F. Bartlett
Dewey Follett Bartlett Sr. (Marietta, Ohio, Estados Unidos, 28 de marzo de 1919-Tulsa, Oklahoma, Estados Unidos, 1 de marzo de 1979) fue un político estadounidense que ejerció como el decimonoveno gobernador de Oklahoma en Estados Unidos, desde 1967 hasta 1971. Derrotando al candidato demócrata Preston J. Moore en las elecciones, Bartlett se convirtió en el primer gobernador católico del estado. Fue derrotado en las elecciones de 1970 por el abogado David Hall y elegido en el Senado de los Estados Unidos en 1972. Falleció en 1979 por cáncer de pulmón.

## Primeros años
Dewey F. Bartlett nació el 28 de marzo de 1919, hijo de David A. y de Jessie Bartlett, en Marietta, Ohio, y acudió a escuelas locales de Marietta y Lawrenceville, Nueva Jersey. Después, Bartlett logró graduarse en la Universidad de Princeton con una licenciatura en ingeniería geológica en 1942, bajo la supervisión de Glenn L. Jepsen y Kenneth DePencier Watson.
Tras graduarse en la universidad, Bartlett se enfiló en la Armada de los Estados Unidos, para luego servir en el Cuerpo de Marines de los Estados Unidos dirigiendo un bombardero en picado durante la Segunda Guerra Mundial, más específicamente en la Guerra del Pacífico. Después de finalizar la guerra, se mudó a Tulsa, Oklahoma, donde obtuvo varios trabajos en granjas, ranchos y en la industria petrolera, pues heredó de su padre la empresa Keener Oil and Gas Company.

## Carrera política
Antes de convertirse en gobernador, Bartlett ejerció como senador en el Senado de Oklahoma de 1962 hasta 1966.
Una vez como gobernador, realizó cambios importantes en el Departamento de Correcciones de Oklahoma, motivó la consolidación escolar y vetó un proyecto de ley escolar. En 1970, fue el primer gobernador de Oklahoma con la capacidad de ser elegido para un segundo mandato. En las elecciones generales de ese año, disputó el gobierno con el abogado oriundo de Tulsa, David Hall. Fueron las elecciones más reñidas de la historia del estado, con 338.338 votos para Hall y 336.147 para Bartlett.
Tras su derrota en las elecciones para gobernador, ejerció en el Senado de los Estados Unidos de 1973 a 1979, después de ganar el puesto ocupado por el demócrata Fred R. Harris. En las elecciones de 1872, Bartlett derrotó por poco al congresista Ed Edmondson, gracias a la influencia del presidente Richard Nixon. Durante su mandato en el Congreso, mantuvo un postura conservadora en la mayoría de las decisiones y defendió los intereses del petróleo y del gas durante la crisis energética de los años 70. Sin embargo, comenzó sufrir problemas de salud y, en vez de presentarse a unas complicadas elecciones frente al popular candidato demócrata David Boren, decidió no volver a optar por el cargo. Dos meses después de su retiro del Senado de los Estados Unidos, Burtlett falleció en Tulsa debido a complicaciones por el cáncer de pulmón que sufría y fue enterrado en el Cementerio del Calvario, en Tulsa. En 1990 fue incluido en Salón de la Fama de CarreerTech de Oklahoma y en marzo de 2006, el Congreso mandó un comunicado para que la Oficiona de Correos de los Estados Unidos en Tulsa fuera rebautizada en su honor.

## Familia
Bartlett se casó con Ann Smith, nativa de Seattle, Washington el 2 de abril de 1945 en la Iglesia de la Misión de San Juan Capristano, en San Juan Capistrano, California. Tuvieron tres hijos: Dewey F. Bartlett Jr. , Michael y Joanie.
Su hijo, Dewey F. Bartlett Jr. también tiene una carrera política y ejerció como alcalde de Tulsa, Oklahoma desde 2009 hasta 2016, cuando perdió las elecciones frente a G. T. Bynum en 2016. Por otro lado, fue miembro del Consejo de la ciudad de Tulsa de 1990 hasta 1994 y heredó de su padre la compañía de petróleo y gas Keener Oil.